# Universidade municipal (Brasil)

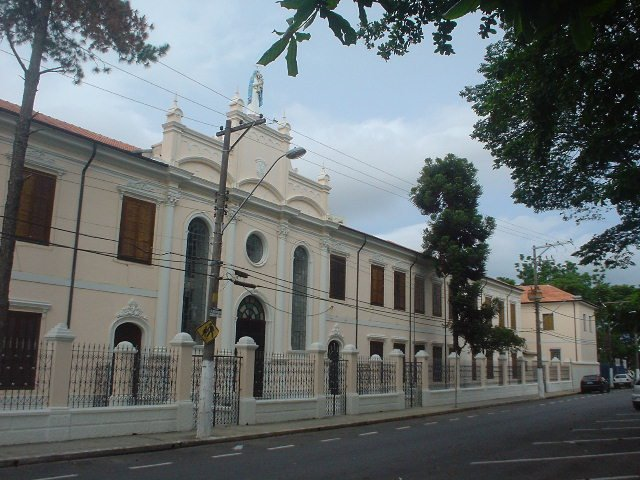
Edificação da Faculdade de Medicina da Universidade de Taubaté, em Taubaté

Uma universidade municipal, no Brasil, é uma universidade pública gerida por municípios brasileiros. É um tipo de universidade pública brasileira bastante incomum, existindo poucas universidades municipais em todo o país: a Universidade de Rio Verde (UniRV), Centro Universitário de Mineiros (UniFimes), situadas no interior de Goiás; a FACELI (Faculdade de Ensino Superior de Linhares), Universidade Pública Municipal situada no interior do estado do Espírito Santo; a Universidade Regional de Blumenau (FURB), localizada no interior de Santa Catarina; a Universidade de Taubaté (UNITAU) e a Universidade Municipal de São Caetano do Sul (USCS), sediadas em cidades do interior de São Paulo; a Faculdade Professor Miguel Ângelo da Silva Santos (FeMASS), em Macaé, interior do Rio de Janeiro. Diferentemente das universidades federais e estaduais, o ensino superior nas universidades municipais é disponibilizado mediante pagamento de mensalidade dos discentes, embora as instituições de ensino não possuam fins lucrativos. Além do ensino, também exercem atividades de pesquisa e extensão universitária.
Dentre as seis universidades municipais citadas, a Universidade Regional de Blumenau (FURB) destaca-se por ser apresentada entre as cem melhores universidades do país, de acordo com o Ranking Universitário Folha promovido pelo site do jornal Folha de S.Paulo. Em 2012, a FURB sitou-se na 66ª posição; em 2013, na 59ª; e em 2014, na 76ª posição. Em 2014, a Universidade de Taubaté (UNITAU) também destacou-se no mesmo ranking entre as cem melhores, alcançando a 85ª posição A FACELI de Linhares não aparece no ranking, sendo considerada assim a universidade Municipal com menor rendimento entre as outras.